# كهوف إيزرايسنفلت

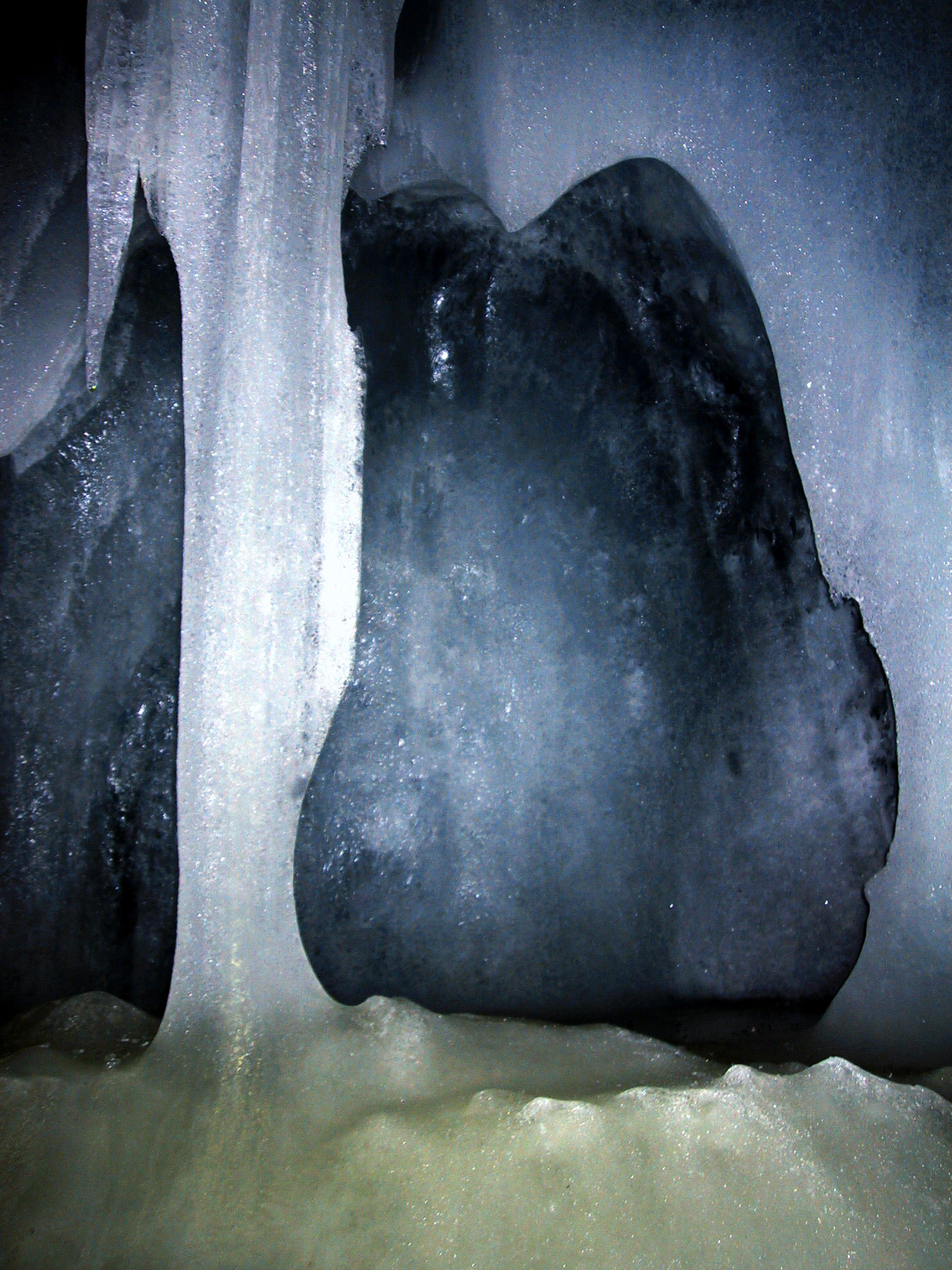
كهف جليدي

كهوف إيزرايسنفلت (بالألمانية Eisriesenwelt والنطق الصحيح لها هو آيسريزنفيلت) هي كهوف برّاقة مزخرفة بالجليد المتلألئ، تولِّف عالماً خيالياً مذهلاً متجمّداً في أعالي جبال الألب النمساوية .
في عمق أحد سفوح جبال الألب , تنتصب بعظمة راسخة شلالات متجمِّدة ذات متدلّيات جليدية عملاقة .
ويعتقد أن إيزرايسنفلت، أو عالم عمالقة الجليد , هو أكبر منظومة كهفية جليدية في أوروبا , وأن متاهة أروقته وقاعاته تمتد لأكثر من 42 كيلو متراً
داخل كتلة تينن الجبلية، جنوب مدينة سالزبورغ النمساوية .
يفضي المدخل الفاغر للكهف إلى جدار جليدي يرتفع 30 متراً , وتتربَّع على قمته متاهة من المغاور والممرّات .
وهنا، ينير الضوء الأصفر الخافت، المنبعث من المصابيح المعلقة أو من مشاعل المرشدين، ستائر وأعمدة من جليد تشبه التماثيل، كما ينير أيضاً الصقيع الأبيض المتألِّق على جدران الكهوف .
وفي بعض الأماكن، تصفر التيارات الهوائية القارسة على طول ممرات ضيّقة عندما يسري الهواء بين مداخل الكهف متجهاً إلى أعلى الجبل .

## وصلات خارجية
الموقع الرسمي: www.eisriesenwelt.at